# Лилле-Ольсен, Оле
Оле Андреас Лилле-Ольсен (норв. Ole Andreas Lilloe-Olsen, 27 апреля 1883, Осло, Норвегия — 29 апреля 1940, там же) — норвежский стрелок, пятикратный олимпийский чемпион. Самый титулованный норвежский спортсмен в истории летних Олимпиад.
Родился в семье крупных землевладельцев. Учился на агронома. В 1910 году женился. Стрельбой начал заниматься в 1905 году, выиграл ряд национальных соревнований. В 1920 году был включен в национальную сборную Норвегии для участия в Олимпийских играх в Антверпене, на играх выиграл три золотых комплекта наград, два в командных соревнования, один в индивидуальной дисциплине. На следующей Олимпиаде в Париже, выиграл ещё два комплекта золотых наград, став, таким образом, пятикратным олимпийским чемпионом. Умер в 1940 году.